# 荒木又右衛門 (1930年の映画)
『荒木又右衛門』（あらきまたえもん）は、1930年（昭和5年）製作・公開、悪麗之助監督による日本の長編劇映画、サイレント映画時代の剣戟映画である。

## 略歴・概要
17世紀日本の剣客・荒木又右衛門を主題にした映画は、1910年（明治43年）に横田商会が製作・公開した尾上松之助主演の『荒木又右衛門法書試合』をはじめ、30数作に上るが、本作は、第17作にあたる。松竹キネマ製作としては、1921年（大正10年）と1922年（大正11年）にそれぞれ森要、吉野二郎が監督、松竹蒲田撮影所が製作したものに次ぐ第3作であり、松竹下加茂撮影所では初の題材である。
監督の悪麗之助は、ツキガタプロダクションで苦楽をともにした月形龍之介を主演とした映画を多く手がけているが、本作を監督した翌年の1931年（昭和6年）には監督業を退き、同年10月26日には満29歳で亡くなっており、監督作としては遺作の『紅蝙蝠 第一篇』から遡って数えて4作目の作品であった。
本作の上映用プリントに関しては、第二次世界大戦後の1950年（昭和25年）、松竹下加茂撮影所内のフィルム原版倉庫から出火した火事により、他の数多くの作品の原版ともども消失している。2009年（平成21年）、大阪・堺市の旧家から、再編集して『荒木伊賀越三十六番斬り』のタイトルで家庭用に販売された約15分の16mmフィルムが発見された。同プリントは復元され、同年11月6日、大阪・ワッハ上方大ホールで公開された。

## スタッフ・作品データ
- 監督・脚色 : 悪麗之助
- 原作 : 大隈俊雄
- 撮影 : 杉山公平

- 製作 : 松竹下加茂撮影所
- 上映時間（巻数 / メートル） : 111分[6]（10巻 / 3,048メートル） / 現存 約15分
- フォーマット : 白黒映画 - スタンダードサイズ（1.33:1） - サイレント映画
- 初回興行 : 浅草・松竹館

## キャスト
- 月形龍之介 - 荒木又右衛門
- 若水絹子 - 妻お谷
- 堀正夫 - 河合又五郎
- 高松錦之助 - 桜井甚左衛門
- 広田昴 - 桜井甚助
- 関操 - 渡辺靭負
- 高田浩吉 - 渡辺数馬
- 千代田秀一 - 水野十郎左衛門
- 市川伝之助 - 阿部四郎五郎
- 河野市二郎 - 近藤昇之助
- 黒川十郎 - 池田勘兵衛
- 風間宗六 - 牛井通仙院魯庵
- 井上晴夫 - 池田大輔忠雄
- 坪井哲 - 武右衛門
- 山路義人 - 孫右衛門
- 永井柳太郎 - 小助
- 和田宗右衛門 - 大和田平十郎
- 千葉三郎 - 喧嘩屋五郎兵衛
- 小川時次 - 竹内鬼玄丹
- 天野刃一 - 夢の市兵衛
- 長島武夫 - 乾分惣次
- 若月孔雀 - 町娘お袖
- 日下部龍馬 - 河田勇之進
- 市川玉蔵 - 平作
- 千早晶子 - お米
- 鈴木京平 - 河内屋庄兵衛
- 高田篤 - 本多大内記

## 註
1. 1 2  「荒木又右衛門」検索結果、日本映画データベース、2010年2月15日閲覧。
2. ↑  『日本映画監督全集』、キネマ旬報社、1976年、p.11,「悪麗之助」の項（執筆竹中労）。
3. ↑  悪麗之助、日本映画データベース、2010年2月15日閲覧。
4. 1 2  戦前チャンバラ「荒木又右衛門」フィルム発見、スポーツニッポン、2009年10月7日付、2010年2月15日閲覧。
5. 1 2  幻の無声映画「荒木又右衛門」公開 11月,ワッハ上方で、産經関西、2009年10月8日付、2010年2月15日閲覧。
6. ↑  Film Calculator換算結果、コダック、2010年2月15日閲覧。